# Death Note (2017)
Death Note é um filme estadunidense de suspense, fantasia e terror de 2017 dirigido por Adam Wingard. É baseado na série de mangá homônima japonesa de Tsugumi Ohba e Takeshi Obata. O elenco é composto por Nat Wolff, Lakeith Stanfield, Margaret Qualley, Shea Whigham, Paul Nakauchi e Willem Dafoe. O filme segue a história de Light Turner, um estudante do ensino médio que encontra um caderno sobrenatural chamado "Death Note", no qual pode matar pessoas se os nomes forem escritos nele.
O filme foi lançado na Netflix em 25 de agosto de 2017. Após o lançamento, Death Note recebeu críticas mistas dos críticos.
Uma sequência para o filme está em andamento.

## Enredo
Em Seattle, o estudante do ensino médio Light Turner encontra um caderno nomeado como "Death Note". Ele é visitado pelo deus da morte Ryuk, que lhe diz que ele pode causar a morte de qualquer pessoa que ele escreva no caderno e os meios de como eles morrem, desde que conheça seu nome e rosto. Ryuk convida Light a testá-lo em um valentão que está incomodando uma garota; o valentão é decapitado em um acidente de pouco depois. Naquela noite, Light escreve o nome de Skomal, um criminoso que assassinou sua mãe; Skomal morre em um acidente semelhante. Mia Sutton, uma líder de torcida, pergunta a Light sobre o Death Note, e ele demonstra como isso funciona. Ela encoraja Light a usar o Death Note para livrar o mundo dos criminosos, melhorando a sociedade sob o disfarce de um deus conhecido como "Kira".
Os assassinatos de Kira tornam-se amados pelo público, e Light e Mia se tornam amantes. As ações de Kira chamam a atenção de "L", um detetive enigmático que é capaz de encontrar a localização de Kira em Seattle e sua fonte para a base de dados policial. L e seu assistente/ figura-paterna, Watari, viajam para Seattle e se encontram com James Turner, um policial e o pai de Light, para discutir como eles vão pegar Kira. L dá um discurso televisivo com o rosto escondido, provocando Kira para matá-lo; quando isso não acontece, L suspeita que Kira deve conhecer o nome e o rosto de uma pessoa para matar.

## Elenco

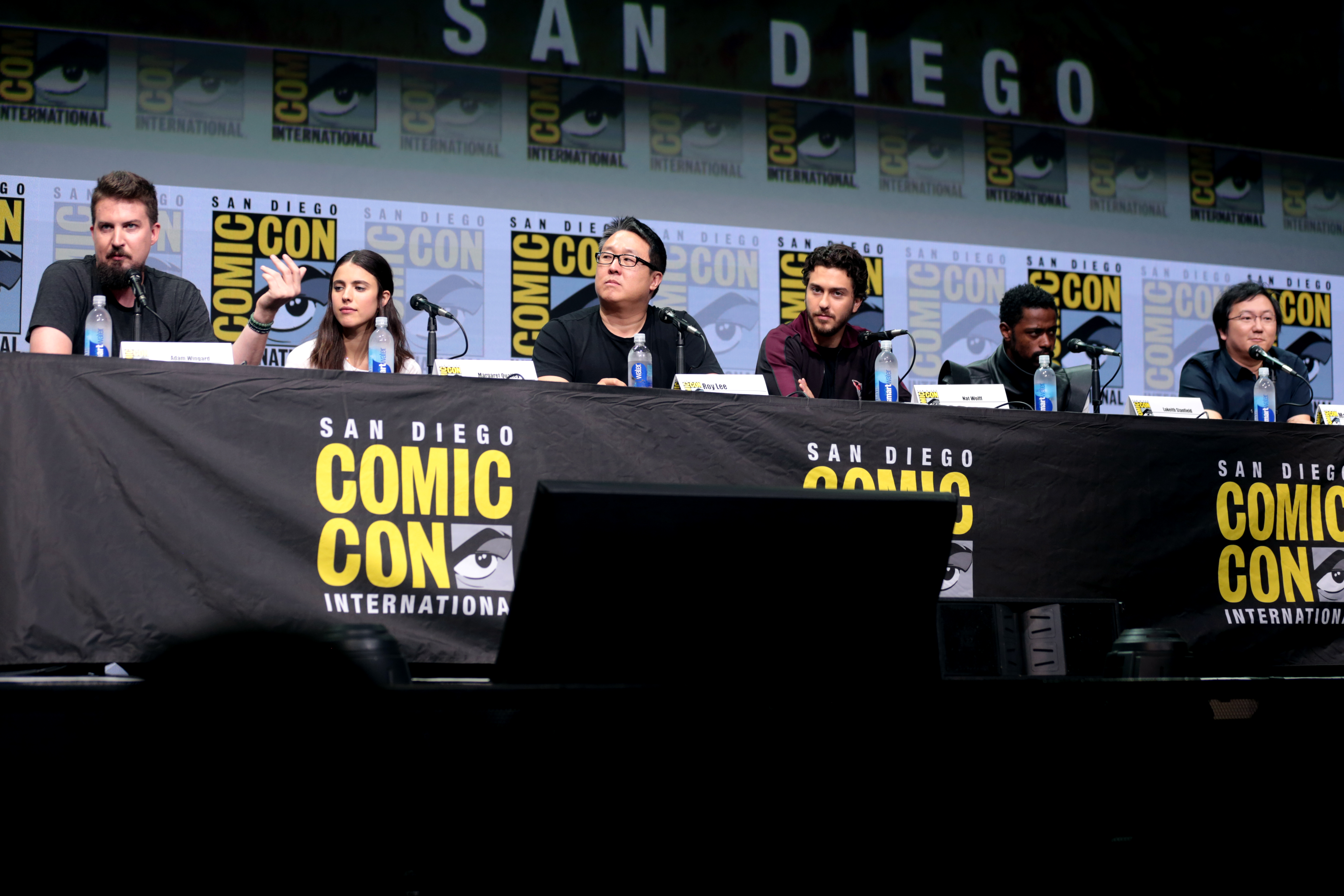
O elenco e a equipe de Death Note na San Diego Comic-Con 2017.

- Nat Wolff como Light Turner: um jovem estudante que encontrou um caderno sobrenatural no qual pode matar pessoas se os nomes forem escritos nele enquanto o portador visualizar mentalmente o rosto de alguém que quer assassinar. Light usa o caderno para matar criminosos e limpar o mundo e fica conhecido como Kira.
- LaKeith Stanfield como L: um excêntrico detetive particular que adora doces e tenta encontrar Kira.
- Margaret Qualley como Mia Sutton: líder de torcida e também interesse amoroso de Light que o ajuda em seu plano de limpar o mundo.
- Paul Nakauchi como Watari: mordomo e amigo de L.
- Shea Whigham como James Turner: chefe da polícia de Seattle e pai de Light.
- Willem Dafoe como Ryuk: um demônio que deixou o Death Note cair na Terra, Ryuk só pode ser visto por Light e adora maçãs.

## Produção
Em 2007, foi noticiado que dez empresas cinematográficas nos Estados Unidos haviam manifestado interesse na franquia Death Note. A produtora Vertigo Entertainment foi a primeira a começar desenvolver uma adaptação hollywoodiana de Death Note, com Charley e Vlas Parlapanides como roteiristas e Roy Lee, Doug Davison, Dan Lin e Brian Witten como produtores. Em 30 de abril de 2009, foi informado que a Warner Bros., distribuidora dos filmes em live-action japoneses, havia adquirido os direitos da Vertigo Entertainment para o filme americano. Em 13 de janeiro de 2011, foi anunciado que Shane Black tinha sido contratado para dirigir o filme, com o roteiro sendo escrito por Anthony Bagarozzi e Charles Mondry. A Warner planejava mudar a backstory de Light Yagami para vingança em vez de justiça, e remover os Shinigamis da história. Black se opôs a esta mudança, e não tinha recebido sinal verde. Em 2013, Black confirmou que ele ainda estava trabalhando no filme.
Em 27 de abril de 2015, foi revelado que Adam Wingard dirigiria o filme, que Lin, Lee, Jason Hoffs e Masi Oka iriam produzir, e que Niija Kuykendall e Nik Mavinkurve supervisionariam para o estúdio. Em 29 de setembro de 2015, Nat Wolff foi colocado no papel principal. Em 12 de novembro de 2015, Margaret Qualley juntou-se ao filme como a protagonista feminina. Os produtores afirmaram que o filme receberia uma classificação R. Em abril de 2016, foi relatado que, como a Warner Bros decidiu fazer menos filmes, o estúdio tirou Death Note de seu calendário, mas permitiu que Wingard negociasse o projeto em outro lugar. Em 48 horas, Wingard teria sido abordado por quase todos os grandes estúdios de cinema. Em 6 de abril de 2016, foi confirmado que a Netflix tinha comprado os direitos da Warner Bros. com um novo esboço do roteiro sendo escrito por Jeremy Slater. A produção começou oficialmente na Columbia Britânica em 30 de junho de 2016. Em junho de 2016, Lakeith Stanfield se juntou ao elenco. Em 30 de junho de 2016, foi anunciado que Paul Nakauchi e Shea Whigham se juntaram ao elenco. Em 2 de agosto de 2016, Willem Dafoe foi anunciado como a voz do Shinigami Ryuk.
Os primeiros anúncios de elenco, semelhantes a outras produções de Hollywood baseadas em mangá japonês como Dragonball Evolution e Ghost in the Shell, geraram controvérsia. Em resposta, os produtores Roy Lee e Dan Lin declararam: "Nossa visão para Death Note é trazer essa história cativante para os fãs de longa data, e introduzir esta obra-prima obscura e misteriosa para novos fãs. O talento e a diversidade representada no nosso elenco será fiel ao conceito moral da história – um tema universal que não conhece fronteiras raciais." Atticus Ross e Leopold Ross compuseram a trilha do filme.

## Recepção
No Rotten Tomatoes, o filme tem uma aprovação de 40%, com base em 55 análises, com uma nota média 4.6/10. O consenso do site diz, "Death Note se beneficia pelo olhar característico do diretor Adam Wingard e pelo seu elenco talentoso, mas não são o suficiente para superar o conjunto da obra." No Metacritic, o filme tem uma pontuação de 43 em 100, com base em 14 críticas, indicando "revisões médias ou mistas".
Muitos críticos chamaram Death Note de "uma má decisão em uma pilha de outras más decisões", "filme preguiçoso, não ambicioso, esquecível", "chato", entre outras críticas em relação a falta de coerência do roteiro, "super-americanização" e inferioridade ao mangá e anime. No entanto, outros críticos elogiaram o diretor e o elenco, afirmando que seu estilo visual foi feito "elegantemente".
Tsugumi Ohba e Takeshi Obata, os criadores originais de Death Note, elogiaram o filme; com o primeiro afirmando: "Pelo lado bom, ambos seguiram e divergiram do trabalho original para que o filme possa ser apreciado, claro que não somente pelos fãs, mas também por uma audiência muito maior e mais ampla".